# Locomotiv GT (album)
1971 decemberében jelent meg a Locomotiv GT, az LGT debütáló albuma. Az együttes tagjai az ország legtehetségesebb zenészei közé tartoztak: Presser Gábor és Laux József az Omega tagja volt, Frenreisz Károly a Metróban, Barta Tamás pedig a Hungáriában játszott. 
Az együttest 1971 elején hozta létre Presser Gábor és Laux József, miután elhagyták az Omegát. A csapat létrehozásának ötlete azonban Frenreisz Károlyhoz kapcsolódott.
Kísérletező stílusa miatt az album nem aratott elsöprő sikert, de mindenképpen ígéretes kezdetnek bizonyult az együttes számára. Következő albumuk, a Ringasd el magad már sikeresebb volt. 1972-ben a Pepita megjelentette az album Export változatát, amelynek lemezcímkéjén a Pepita Lemezkiadó emblémája volt látható, a dalok címei pedig angolul voltak feltüntetve. Ennek a verziónak a borítója teljes mértékben megegyezik a Magyarországon kiadott 1971-es változatéval. 1973-ban a Qualiton (nem azonos a magyar kiadóval) kiadásában Argentínában is megjelent az LGT első nagylemeze. Borítója teljesen más volt, mint a magyar kiadásnak, de a hanganyag megegyezett a Magyarországon megjelent változattal.

## Leírás
A Locomotiv GT hangzása a korszak más magyar albumaihoz képest keményebb volt (leginkább az Omega 1970-es Éjszakai országútjához hasonlít, ami nem véletlen, hiszen Presser ezen a lemezen kezdett az LGT kezdeti korszakát meghatározó hangzással kísérletezni), és az Ezüst nyár kivételével hagyományos értelemben vett slágerek sem voltak rajta. Ez tudatos döntés eredménye, mivel a négy zenész célja az volt, hogy a nyugatihoz hasonló, keményebb, minőségi rockzenét játsszanak. A hangszerelés az LGT 1970-es évek második felében kiadott albumaihoz képest egyszerű, csupán a szaxofon és a fuvola a „különleges” hangszerek. Az album középpontjában Barta virtuóz gitárjátéka és Presser orgonaszólói állnak, de Frenreisz basszusgitárja is a szokásosnál erőteljesebben szól, illetve Laux kiváló dobtechnikája is mindenképpen említésre méltó. A dalok stílusa kevésbé hasonlít a korszak divatos slágerzenéjére, annál „fejlettebb”, de a hagyományos értelemben progresszívnek nem mondható rockzene. Nagyobb teret kap a tagok tehetségét bizonyító improvizáció (például A Napba öltözött lány, A tengelykezű félember és a Hej, én szólok hozzád című dalokban). Felismerhető az amerikai blues-rock (Nem nekem való, Royal blues), valamint a dzsessz hatása is (a parodisztikus Sose mondd a mamának című dalban). A dalok szövegét Adamis Anna írta, aki korábban az Omega szövegírója volt.

## Az album dalai

### Első oldal
1. Egy dal azokért, akik nincsenek itt (Presser Gábor/Adamis Anna) – 5:04
2. A Napba öltözött lány (Frenreisz Károly/Adamis Anna) – 4:54
3. A kötéltáncos álma (Barta Tamás/Adamis Anna) – 3:33
4. A tengelykezű félember (Presser Gábor/Adamis Anna) – 4:24
5. Hej, én szólok hozzád (Presser Gábor/Adamis Anna) – 5:45

### Második oldal
1. Ezüst nyár (Presser Gábor/Adamis Anna) – 3:03
2. Ordító arcok (Barta Tamás/Adamis Anna) – 4:17
3. Sose mondd a mamának (Frenreisz Károly/Adamis Anna) – 3:49
4. Nem nekem való (Frenreisz Károly/Adamis Anna) – 4:41
5. Royal blues (Gipszeld be a kezed) (Barta Tamás/Adamis Anna) – 3:06

## Közreműködők
- Barta Tamás – gitárok
- Frenreisz Károly – ének, Fender basszusgitár, szoprán- és tenorszaxofon, fuvola, gitár
- Laux József – dob, ütőhangszerek
- Presser Gábor – ének, orgona, zongora, vibrafon
- Adamis Anna – versek

### Produkció
- Fülöp Attila – hangmérnök
- Antal Dóra – zenei rendező
- Féner Tamás – fényképek
- Mester Miklós – grafika

## Kiadások
| Év   | Kiadó           | Formátum | Sorszám               | Megjegyzések                         |
| ---- | --------------- | -------- | --------------------- | ------------------------------------ |
| 1971 | MHV Pepita      | LP       | SLPX 17435            |                                      |
| 1973 | Qualiton        | LP       | SQH-2037              | Argentínában megjelent licenckiadás. |
| 1991 | Hungaroton Mega | LP       | SLPM 37528 (91/M-003) | A Locomotiv GT összes nagylemeze     |
| 1992 | Hungaroton-Gong | CD       | HCD 37528 (92/M-003)  | A Locomotiv GT összes nagylemeze     |

## Külső hivatkozások
- Információk az LGT honlapján
- Dalszövegek az LGT honlapján
- Információk a Hungaroton honlapján